# Young Men's Christian Association
Pour les articles homonymes, voir YMCA.
La YMCA (Young Men's Christian Association) ou l’UCJG (Union chrétienne de jeunes gens) est une association et une ONG chrétienne protestante interconfessionnelle. Elle regroupe plus de 15 000 associations locales de jeunes, présentes dans 120 pays, représentant 65 millions de membres qui œuvrent dans de nombreux domaines. La première YMCA a été fondée à Londres en 1844 par George Williams (1821-1905). Le siège mondial se trouve à Vernier, en Suisse. L’association a une homologue féminine, la Young Women's Christian Association.

## Historique

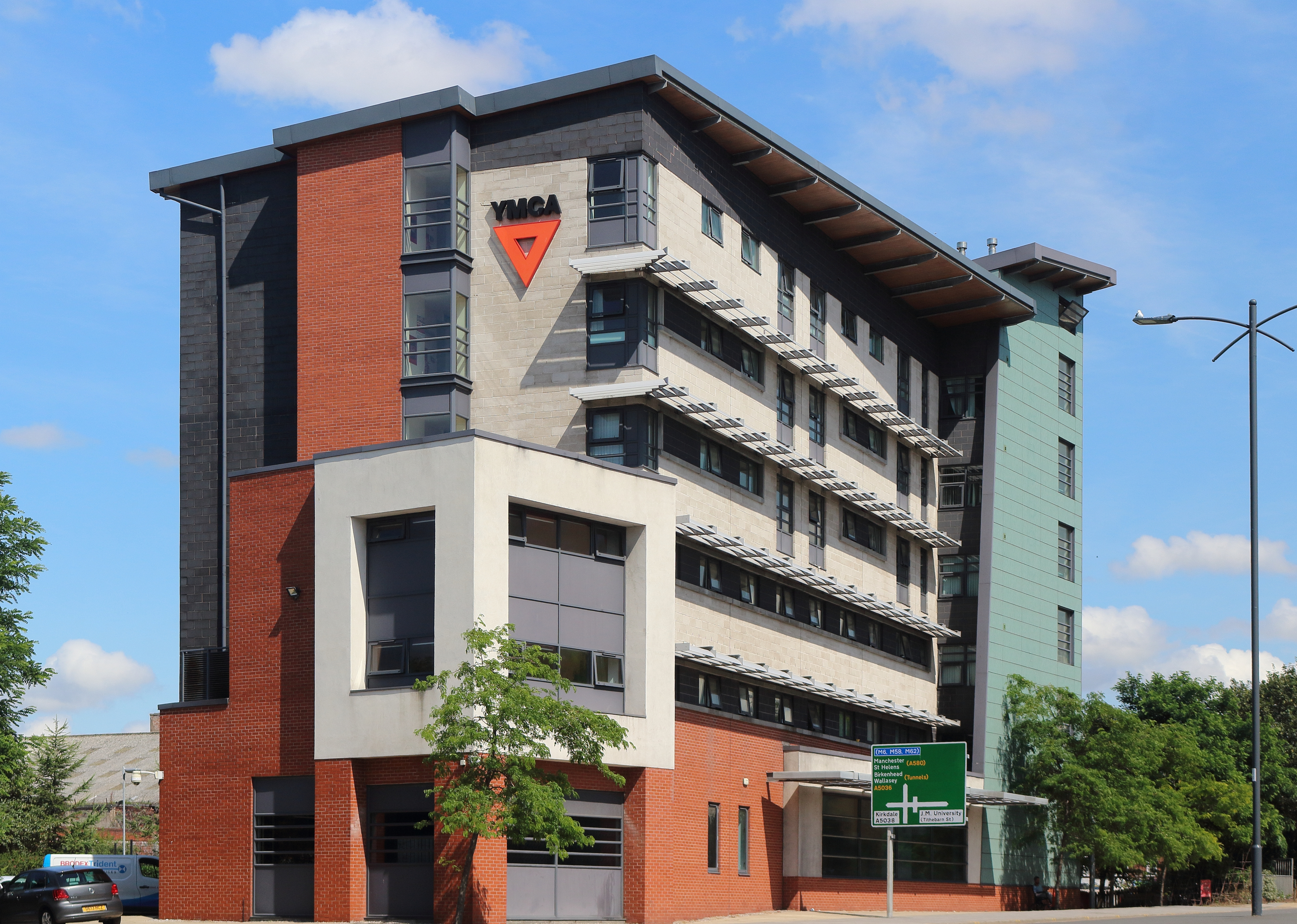
YMCA Liverpool à Liverpool, Angleterre.

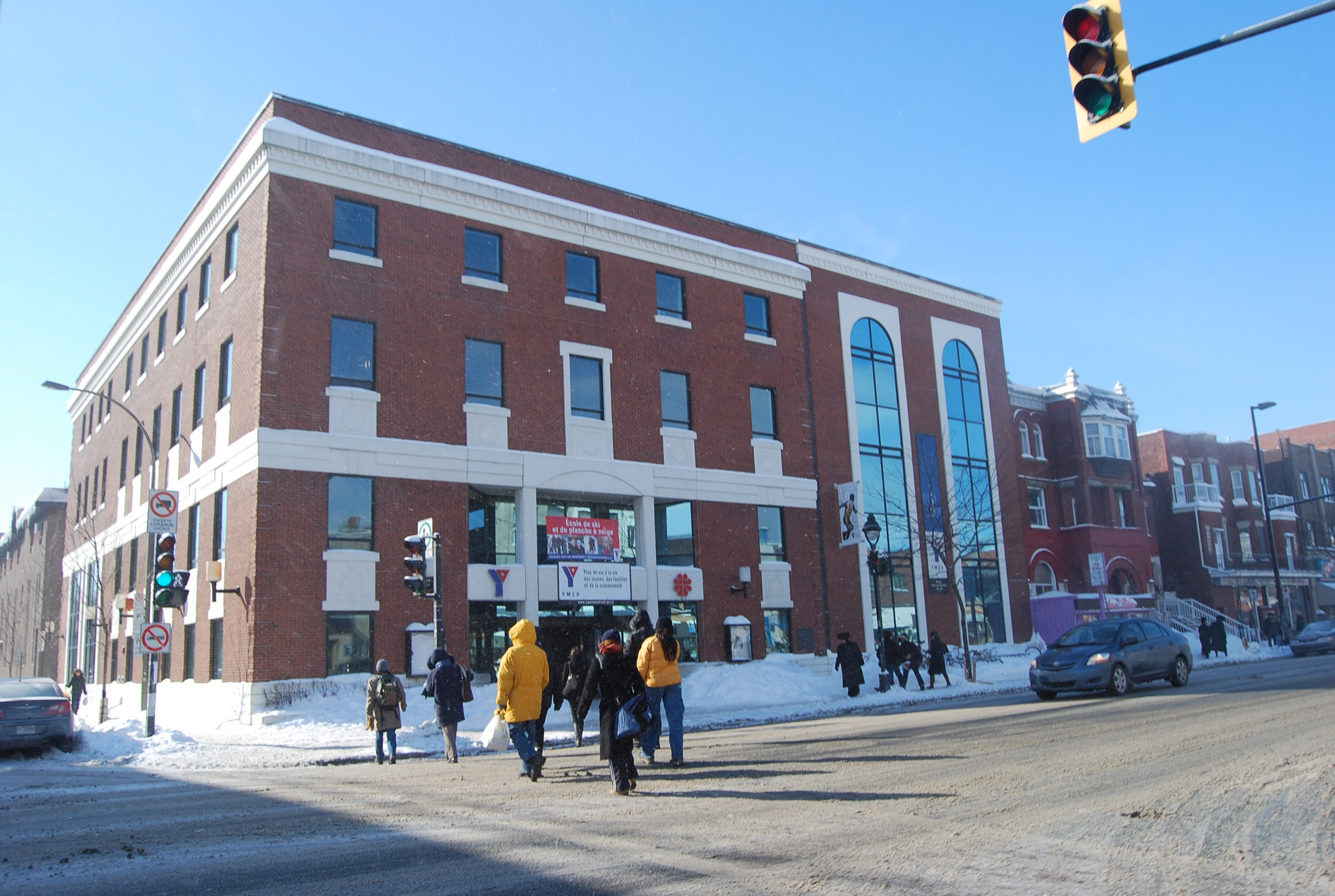
YMCA Parc situé à Montréal, Québec (Canada).

Le 6 juin 1844, consterné par les conditions de vie difficiles des jeunes travailleurs londoniens, George Williams rassemble un groupe de collègues et fonde la Young Men's Christian Association ou YMCA à Londres (Association chrétienne des jeunes gens) afin de mobiliser les jeunes hommes pour leur vie spirituelle.
La YMCA s'établit en 1850 en Australie, à Montréal au Canada en 1851 et à Boston aux États-Unis la même année.
En Suisse, la première Union chrétienne de jeunes gens (UCJG) est fondée à Genève à l'initiative d'Henri Dunant, l'initiateur de la Croix-Rouge, et de Maximilien Perrot, issu d'une vieille famille genevoise, en 1852.
En 1855, l'association mondiale des YMCA (Young Men's Christian Association) est fondée et devient engagée dans la promotion d'activités sportives pour les jeunes.
En 1891, le basket-ball est inventé par James Naismith, un enseignant canadien, moniteur d'une université YMCA. Le jeu enthousiasme les élèves, si bien que, immédiatement, ils décident de le baptiser « Naismith-ball » : cela amuse beaucoup l'inventeur mais il refuse. Alors le chef de la classe propose qu'on le nomme simplement « basket-ball » puisqu'il y a « a basket and a ball » (« un panier et une balle »). En 1895 c'est le volley-ball qui est inventé par un professeur d'une YMCA.

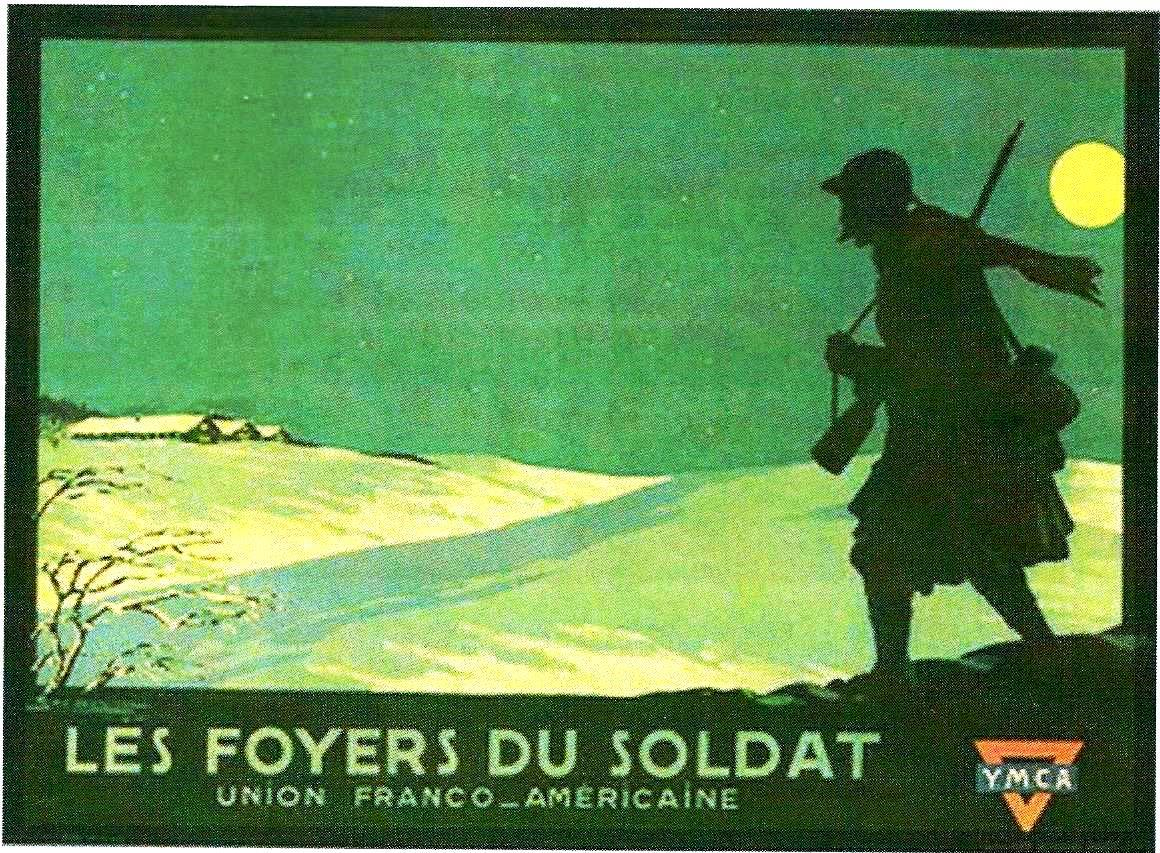
Affiche de soutien aux foyers du soldat (1917).

En Europe, lors de la Première Guerre mondiale de 1914 à 1918, l'YMCA accompagne le débarquement des troupes américaines sur le sol français. Elle assure alors le bien-être des unités alliées dans les cantonnements à travers ses foyers du soldat qui organisent spectacles, bibliothèques et activités sportives. Elle contribue ainsi largement à l'implantation du basket-ball et du volley-ball dans les classes populaires françaises. À cette même époque, des brochures de découverte de la langue internationale espéranto sont distribuées par l'YMCA auprès des prisonniers de guerre. En 1919, avant le ré-embarquement des unités américaines, l'YMCA participe largement à la construction du stade Pershing et à l'organisation des Jeux interalliés.
Aux États-Unis, dans les années 1920, l'évangile social favorise l'établissement de centres de remise en forme avec des bibliothèques pour les jeunes ouvriers, gérés par l'organisation,. Puis dans les années 1930, certaines sections locales commencent à s'engager pour la défense des droits civiques.
En 1930, le futsal (Fútbol de Salón) est lancé par Juan Carlos Ceriani Gravier, un prêtre argentin immigré en Uruguay en 1929, devenu directeur de l'Asociación Cristiana de Jóvenes (YMCA) de Montevideo, en Uruguay.

## But des YMCA

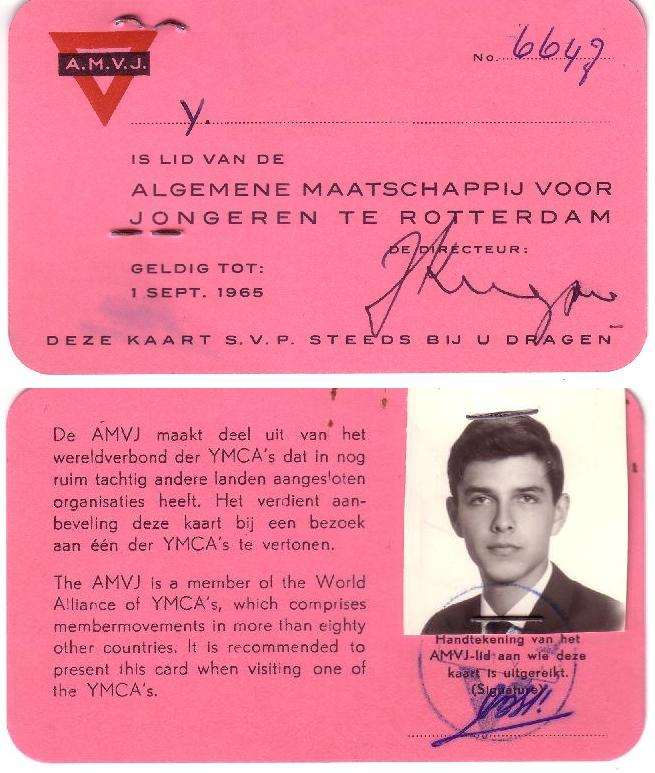
Carte de membre, 1965.

Le but de l'association créée par George Williams était d'atteindre l'harmonie entre le corps, l'intellect et l'esprit. L'insigne de l'YMCA - un triangle équilatéral - représente les trois domaines que l'être humain doit développer pour demeurer en équilibre. « Le triangle est l'exemple d'une symétrie essentielle à l'homme sur les plans spirituel, intellectuel et physique » (Luther Gulick, professeur d'éducation physique du YMCA et créateur du symbole triangulaire des YMCA en 1891). Aujourd’hui, on parle du développement holistique de la personne.
Les YMCA partagent un certain nombre de textes adoptés lors des assemblées générales de l'Alliance universelle des YMCA : comme la Base de Paris (1855), les principes de Kampala (1973) et Défi 21 (1999), texte relevant les défis du XXIe siècle. Ils témoignent de l'évolution des YMCA de 1855 à nos jours. Les nouveaux textes n'annulent pas les précédents, mais les complètent.
YMCA empowering young people : Développer l’autonomie, le sens et la prise de responsabilités des jeunes.

## Domaines d'intervention

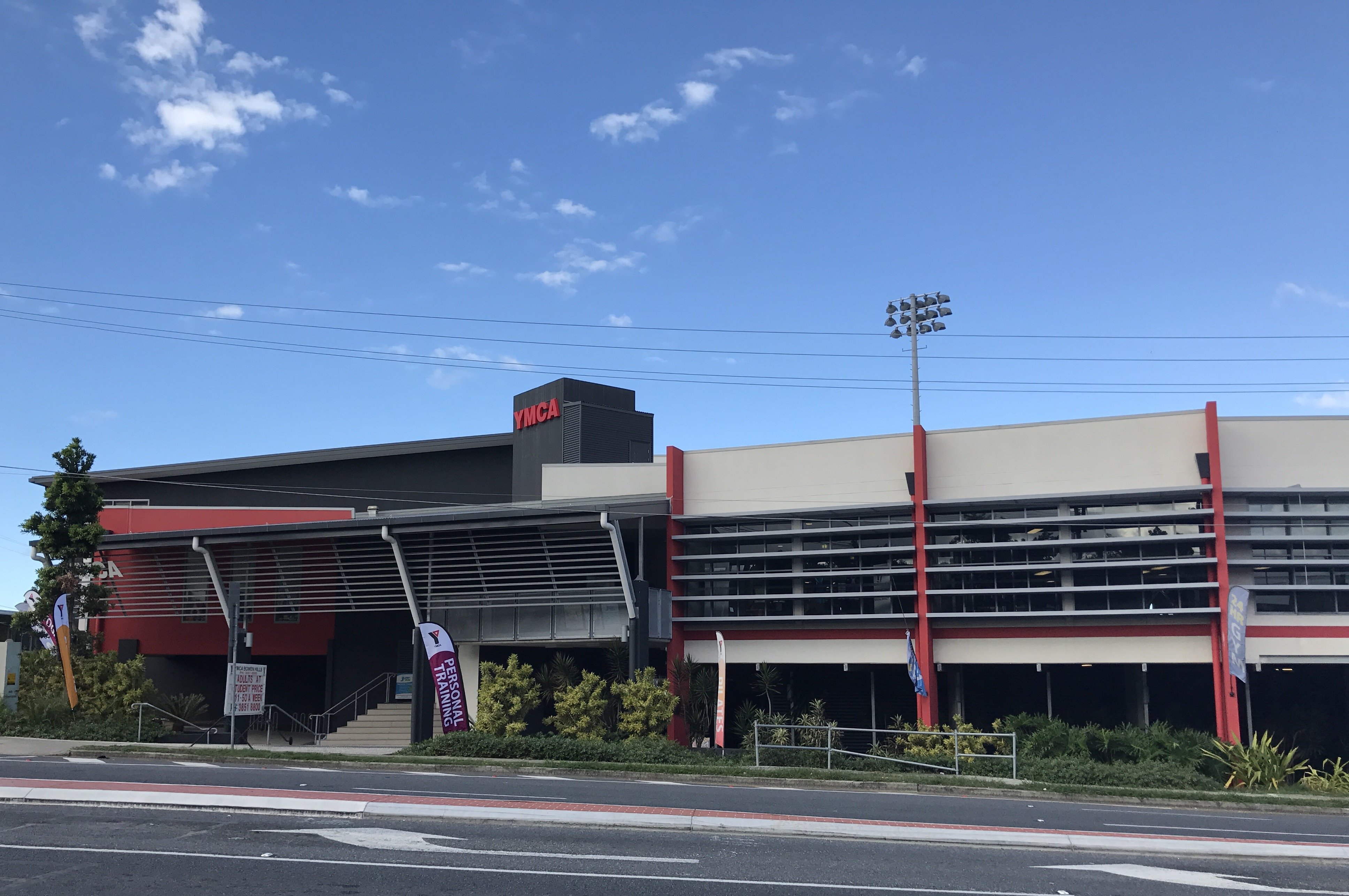
YMCA de Brisbane, Australie.

Les YMCA œuvrent dans divers domaines sociaux qui varient selon les pays, comme les activités sociales (réflexion biblique, activités sportives, cours du soir, formation professionnelle, piscine…), l'hébergement solidaire (camps d'été, hôtellerie, foyer d'étudiants, foyer de jeunes travailleurs) et les actions humanitaires.

## Œcuménisme

### Relations entre les YMCA et les Églises orthodoxes
En 1911, les YMCA ont entamé un partenariat avec l'Église orthodoxe russe. En 1913, les YMCA ont décidé d'accepter les orthodoxes parmi les membres actifs.

### Relations entre les YMCA et l'Église catholique
Dans les pays majoritairement ou partiellement catholiques, les YMCA comptent de nombreux membres catholiques romains (pratiquants ou non). Le 5 novembre 1920, l'Église catholique romaine a interdit à ses fidèles de fréquenter les YMCA, considérées comme « apostates » en 1920 (Acta Apostolicae Sedis, Vol. XII, p. 595-597). Les évêques des Philippines ont rappelé cette interdiction aux catholiques des Philippines en 1954. Le décret sur la liberté religieuse du concile Vatican II a annulé cette interdiction en 1965,. Le Secrétariat pour l'unité des chrétiens, devenu le Conseil pontifical pour la promotion de l'unité des chrétiens, et l'Alliance universelle des YMCA sont en dialogue depuis 1984.

## Organisation

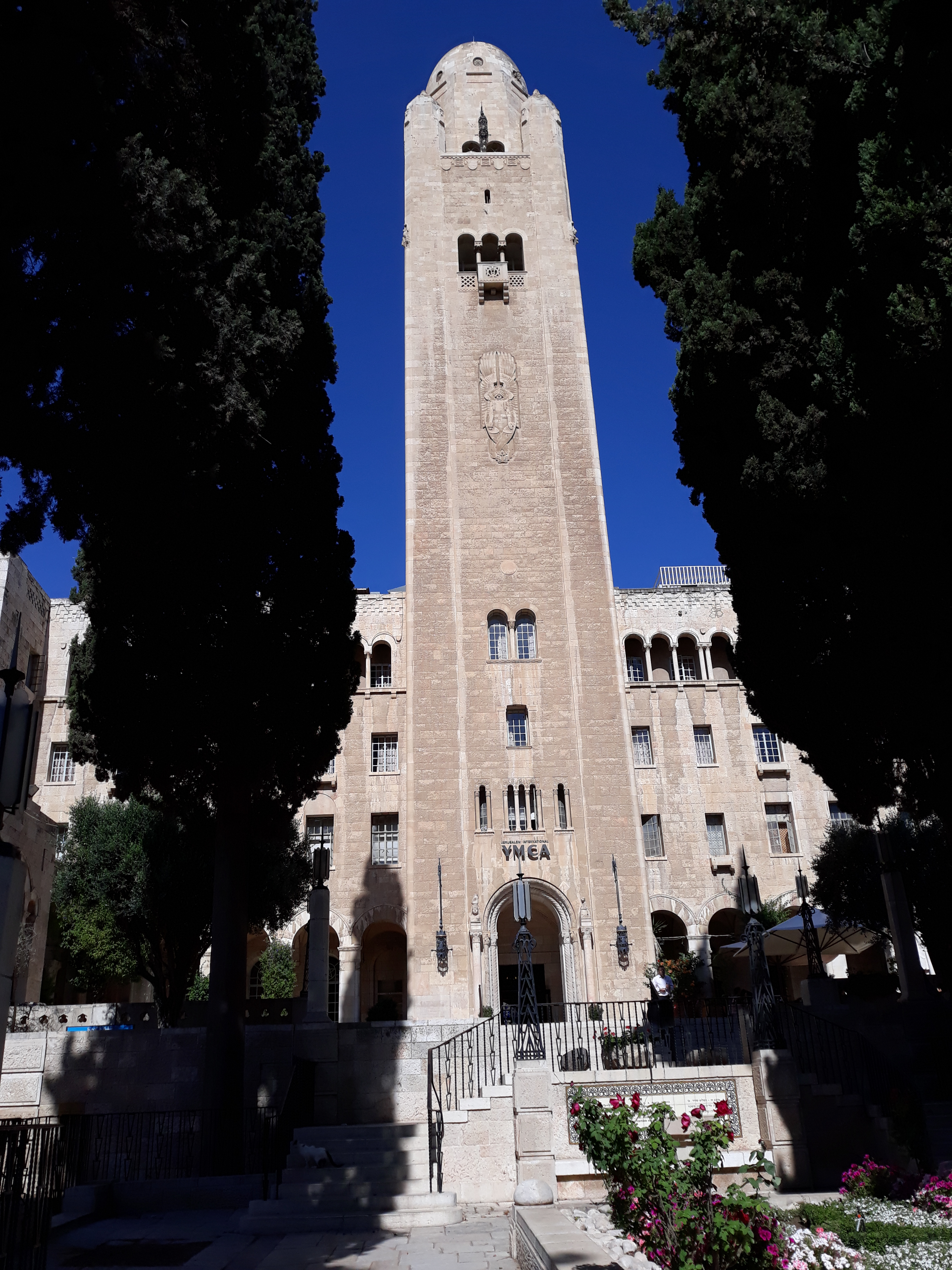
YMCA de Jérusalem, association fondée en 1878 et bâtiment érigé en 1928-1933.

Selon un recensement de l'association publié en 2023, elle aurait 12 000 associations locales dans 120 pays, 90 000 employés et 920 000 volontaires.
Au sein des alliances nationales on trouve parfois des alliances régionales (en Allemagne), parfois linguistiques (en Suisse).
Les YMCA d'un même pays adhèrent à une fédération nationale.
Les fédérations nationales des YMCA adhèrent à l'Alliance universelle des YMCA et à des alliances continentales (Afrique : 22 fédérations, Asie et Pacifique : 26 fédérations, Europe : 36 fédérations, Amérique Latine et Caraïbes : 29, Moyen-Orient : 6 fédérations et YMCA isolées, Amérique du Nord : 2 fédérations). L'Alliance universelle est basée à Genève où sont également conservées ses archives. L'alliance européenne est basée à Prague.
Certaines Alliances nationales des YMCA font alliance avec les YWCA (Young Women's Christian Association ou Unions chrétiennes de jeunes filles).

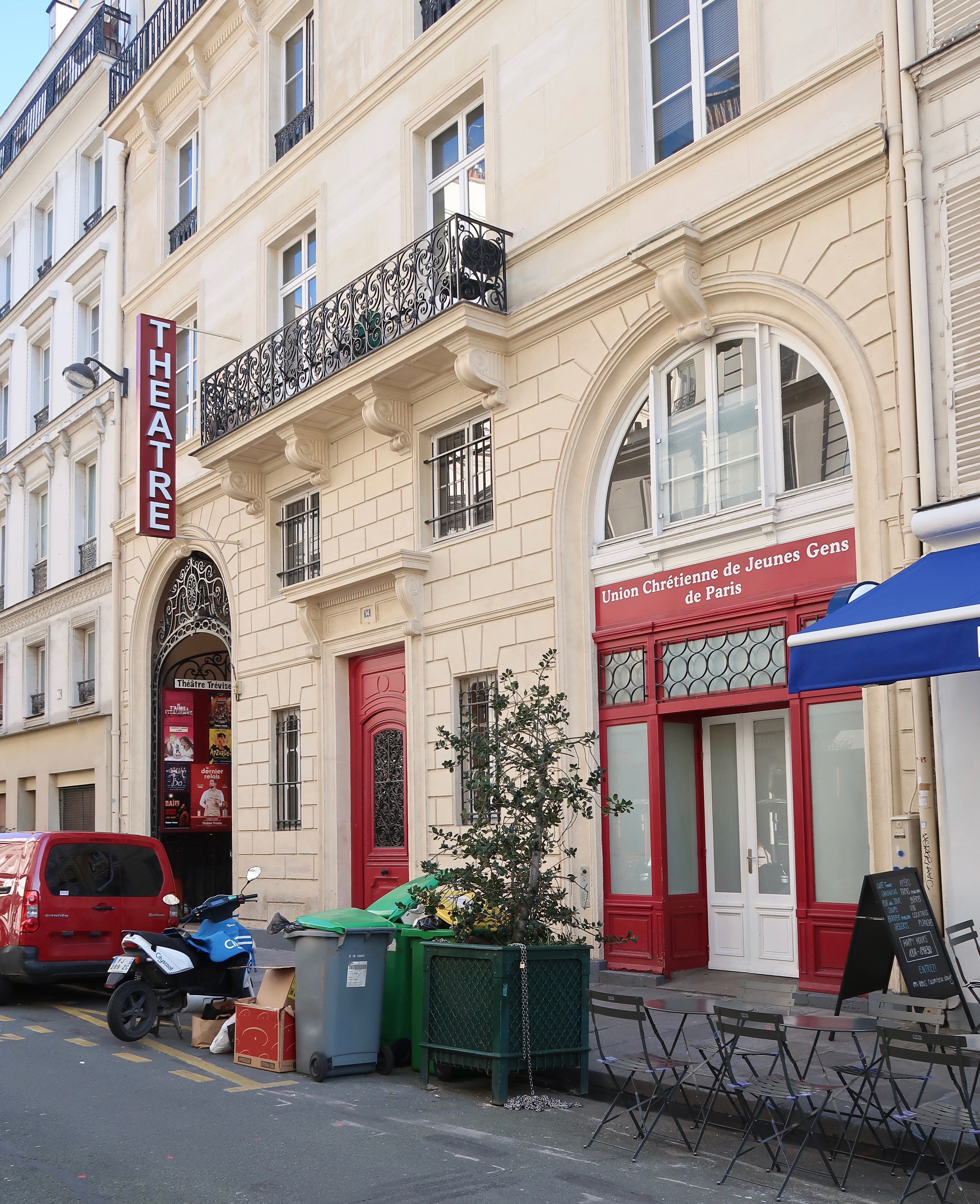
Le 14 rue de Trévise (Paris), siège de YMCA France, héberge également le théâtre Trévise.

## YWCA
La Young Women's Christian Association est le pendant féminin du YMCA. En France, elle est représentée par les Unions chrétiennes de jeunes filles de France.

## Personnalités notables des YMCA
Quatre prix Nobel de la paix ont été attribués à d'anciens responsables YMCA :
- le Suisse Henri Dunant (1828-1910) en 1901 (conjointement avec le pacifiste français Frédéric Passy, 1822-1912) ;
- l’Américain John R. Mott (1865-1955) en 1946 (conjointement avec l'Américaine Emily Greene Balch, 1867-1961) ;
- le Rhodésien Albert Luthuli (1898-1967) en 1961 ;
- le Finlandais Martti Oiva Kalevi Ahtisaari (1960 à 1963).

George Williams été anobli. Un vitrail de l'abbaye de Westminster rend hommage à son œuvre ainsi qu'aux services rendus par les YMCA pendant la Première Guerre mondiale. Le musée Madame Tussauds à Londres avait une figure de cire à son effigie, dans la section religieuse, entourée par celle des réformateurs Martin Luther, John Knox, John Wesley et Jean Calvin.

## Évocations dans les arts

### La chansonYMCA
Les associations YMCA ont inspiré aux Village People leur célèbre chanson sortie en 1978 : Y.M.C.A.. Lues au premier degré, les paroles de la chanson sont un hymne au mouvement YMCA. La chorégraphie du clip de cette chanson représente les lettres « Y M C A » avec les bras des interprètes. Mais la chanson abonde aussi en sous-entendus qui font allusion à l'existence d'une culture homosexuelle dans les YMCA.

### Cinéma
Dans le film Gremlins, le gremlin à crête se multiplie en plongeant dans une piscine d'une YMCA américaine.
Dans La Grande Évasion, pendant une scène de briefing dans la bibliothèque de l'Oflag, on peut voir des caisses de livres, estampillées du triangle unioniste, envoyées par les YMCA aux prisonniers de guerre. Comme la Croix-Rouge, les YMCA soutenaient les soldats en captivité.
Dans l'Armée des ombres, Lino Ventura, se retrouve dans un club à Londres où des jeunes gens s'amusent. On peut y voir affiché sur un mur les quatre lettres de l'association.
Dans Green Book : Sur les routes du sud, le docteur Don Shirley se rend, un soir, lors de sa tournée, dans un YMCA, où il a une aventure homosexuelle.

## Controverses
Au début du XXe siècle, les YMCA deviennent peu à peu involontairement un lieu de rencontre et de sociabilité pour les jeunes hommes homosexuels ou bisexuels en quête d'un lieu où ils pourraient vivre cet aspect de leur sexualité, à l'époque très mal vu, sans trop de craintes. L'existence de cette sous-culture transparaît ponctuellement dans les médias à l'occasion de plusieurs scandales. L'une des premières affaires de ce genre éclate en 1912 à la YMCA de Portland, dans l'Oregon, la neuvième plus grande structure des YMCA aux États-Unis : un journal local lance des accusations de sodomie et d'incitation de mineurs à la délinquance contre de nombreuses personnalités masculines de la ville, dont quelques-unes vivaient à la YMCA ou en fréquentaient les installations sportives. Un scandale similaire éclate en 1919 à la Station d'entraînement naval de Newport, à Rhode Island. La YMCA réagit à ces scandales par des mesures contre les homosexuels : être suspecté d'homosexualité ou d'incitation à des relations homosexuelles devient un motif d'exclusion de l'association, et cela alors même que de nombreux employés de bureau des YMCA y travaillaient parce qu'ils appréciaient la tolérance habituelle de ces associations envers l'homosexualité. Les YMCA demeurent malgré cela un lieu de rencontre homosexuelle jusqu'à l'émergence d'un mouvement militant public en faveur des droits des homosexuels dans les années 1960, période où d'autres lieux de sociabilité apparaissent.